# Biel-Benken
Biel-Benken is een gemeente in het Zwitserse kanton Basel-Landschaft, en maakt deel uit van het district Arlesheim. De gemeente is op 1 januari 1972 onstaan door de fusie van de toenmalige gemeenten Benken en Biel.
Biel-Benken telt ongeveer 3400 inwoners (2015) en ligt op een hoogte van ongeveer 317 meter.
De gemeente grenst in het westen aan Frankrijk.